# Coussay-les-Bois
Coussay-les-Bois település Franciaországban, Vienne megyében. Lakosainak száma 913 fő (2022. január 1.). Coussay-les-Bois Leigné-les-Bois, Lésigny, Mairé, La Roche-Posay és Senillé-Saint-Sauveur községekkel határos.

## Népesség
A település népességének változása:
| Lakosok száma | 948  | 999  | 1011 | 1003 | 978  | 954  | 929  | 918  | 913  |
|               | 2013 | 2015 | 2016 | 2017 | 2018 | 2019 | 2020 | 2021 | 2022 |